# Валіонта Володимир Григорович
Володимир Григорович Валіонта (рос. Владимир Григорьевич Валионта; нар. 21 січня 1939, Київ — пом. 7 грудня 2001, Львів) — радянський футболіст. Захисник, виступав, зокрема за «Спартак» (Станіслав), СКА (Львів), «Карпати» (Львів) і «Десну» (Чернігів). Був капітаном «Карпат».

## Життєпис
Виступав за «Хімік» (Калуш), «Спартак» (Станіслав). Сезони 1960—1962 провів у СКА (Львів). На початку 1963 року погодився перейти до щойноствореного клубу «Карпати» (Львів), де із серпня 1963 року до 1967 року був капітаном команди. Пізніше грав за «Десну» (Чернігів).
Навіть під час кар'єри футболіста був запеклим курцем — міг викурити кілька пачок цигарок за день.
Був двічі одружений. Від першої дружини Тетяни в нього було двоє дітей — син Олег та донька Олена, а друга дружина Леся народила доньку Інну. Хороші стосунки між собою підтримують не лише діти колишнього футболіста, а й Леся з Тетяною, Тетяна та Олена нині проживають у США.
Деякий час працював у клубі «Карпати» (Львів). Через важку хворобу помер 7 грудня 2001 року у Львові.